# Abd al-Latif al-Filali
Abd al-Latif al-Filali (arab. ‏عبد اللطيف الفلالي‎; ur. 26 stycznia 1928 w Fezie, zm. 20 marca 2009 w Paryżu) – marokański polityk, od 1985 do 1999 minister spraw zagranicznych, od 25 maja 1994 do 4 lutego 1998 premier. Zmarł na skutek problemów z sercem.